# 雨城区
雨城区是中华人民共和国四川省雅安市所辖的一个市辖区，雅安市的市中心区，青衣江和周公河流经市中心，总面积约1060平方公里，2002年人口34万人。在2014年全区实现GDP130.1亿元。

## 地理
雨城区面积1067.31平方千米，位于四川盆地以西边缘处，是成都平原向青藏高原的过渡带。羌江与周公河在此处汇合为青衣江，贯穿雨城区。雨城区西北接名山区和邛崃市，西北与芦山县和天全县接壤，西南为荥经县，东南为丹棱县和洪雅县。

## 历史
西魏废帝二年（公元553年）在此地区首次设置县级的“始阳县”。在隋代时属“雅州”，后改为“严道县”，在宋代时严道县的县治所迁移到的今西城区，清代雍正七年（公元1729年）以“雅安山”（今苍坪山）设立“雅安县”。中華民國二十八年（公元1939年）设立西康省，包括了雅安县。

中華民國時期，雨城區屬西康省管轄

中华人民共和国成立后，1949年12月9日，西康省撤销。
- 1950年12月设立“西康省藏族自治区”，并成立了“雅安专区”，雅安县隶属。
- 1951年7月25日，由“雅安县”的城区析置“雅安市”，为省政府驻地。
- 1955年7月30日，“西康省藏族自治区”撤销，“雅安专区”划归四川省，“雅安市”由四川省政府直辖，“雅安县”则隶属“雅安专署”。
- 1959年3月22日，“雅安市”并入“雅安县”。
- 1983年9月9日，与县同级的“雅安市”设立。
- 2000年6月14日，“雅安地区”升格为地级市“雅安市”，原县级的“雅安市行政单位”设立“雨城区”。

## 行政区划
雨城区下辖5个街道办事处、8个镇：
东城街道、西城街道、河北街道、青江街道、大兴街道、草坝镇、上里镇、晏场镇、多营镇、碧峰峡镇、望鱼镇、周公山镇和八步镇。

## 交通
在古代，雨城区有青衣道。清末民初时有四条通往外地的官道和两条大道。民国时曾勉强修建成通过雨城区的川康公路成都到雅安段公路。中华人民共和国成立后交通有较大改善。1985年，已形成公路交通网络。目前在市中心有西康大桥、西门大桥、雅州廊桥、雅安大桥、青衣桥、周公河吊桥、濆江桥、青衣江大桥等桥梁跨河连接两岸。

## 教育
- 四川农业大学雅安校区

## 画廊

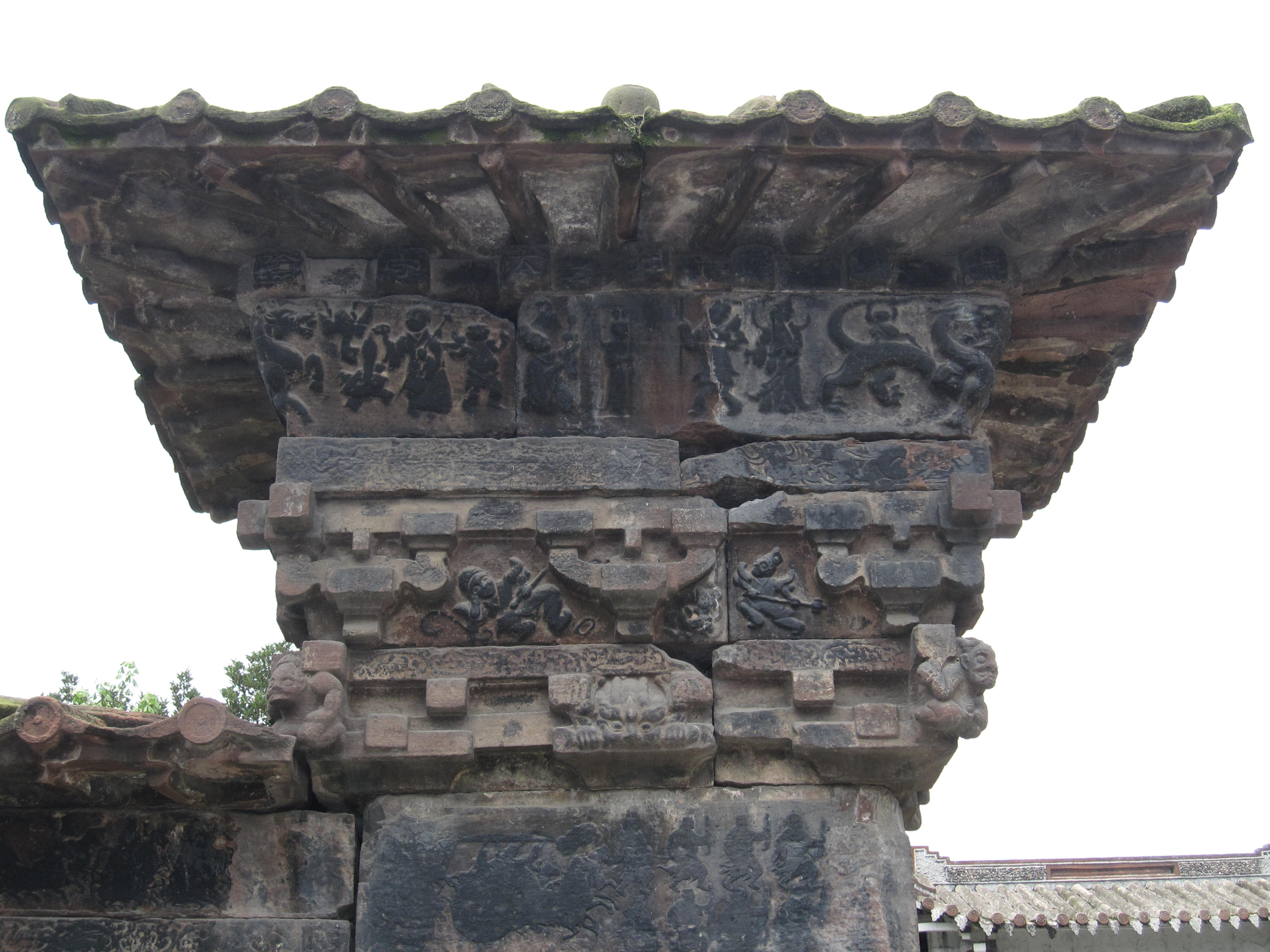
高颐墓阙局部
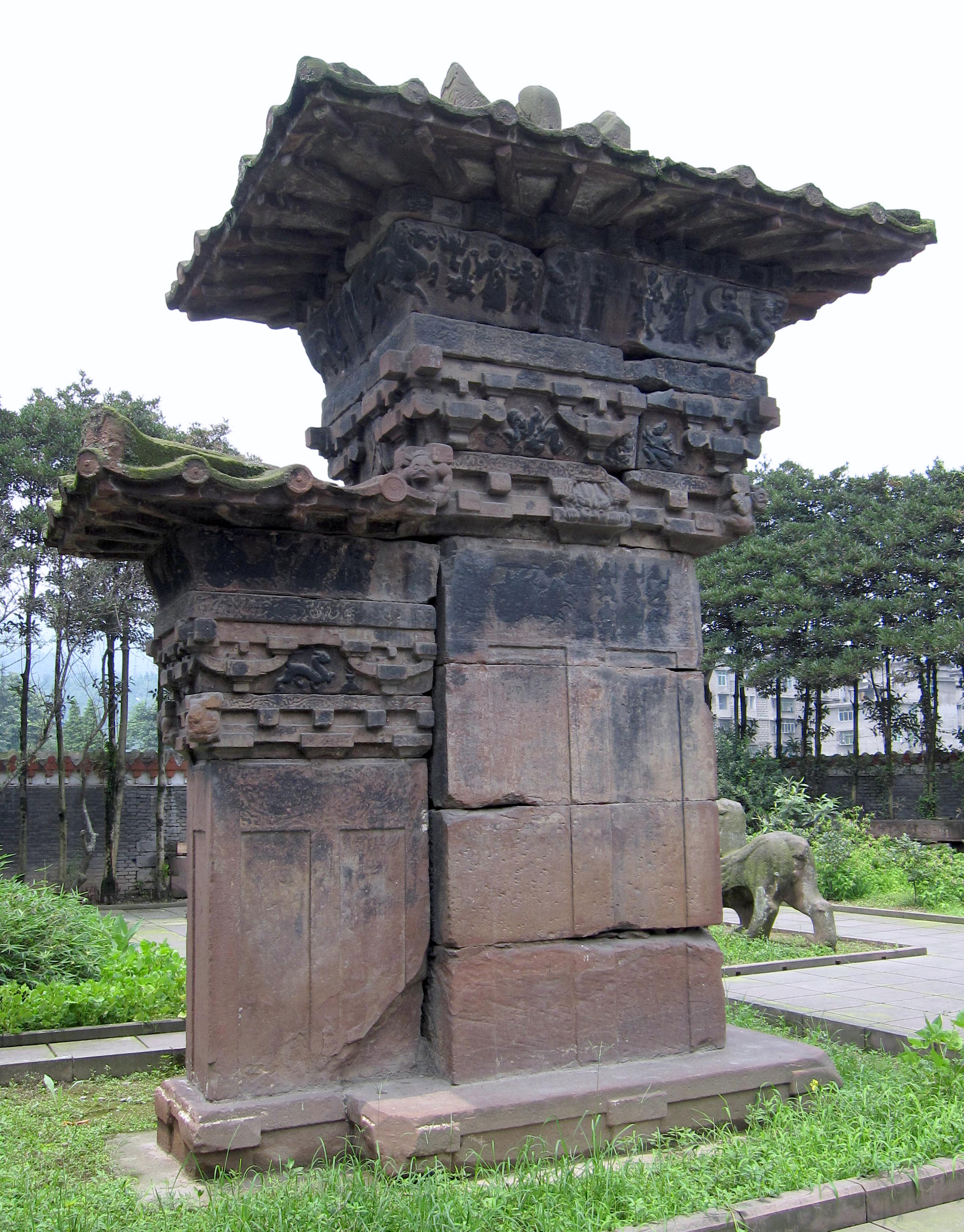
高颐墓阙，建造于东汉建安十四年（209年）
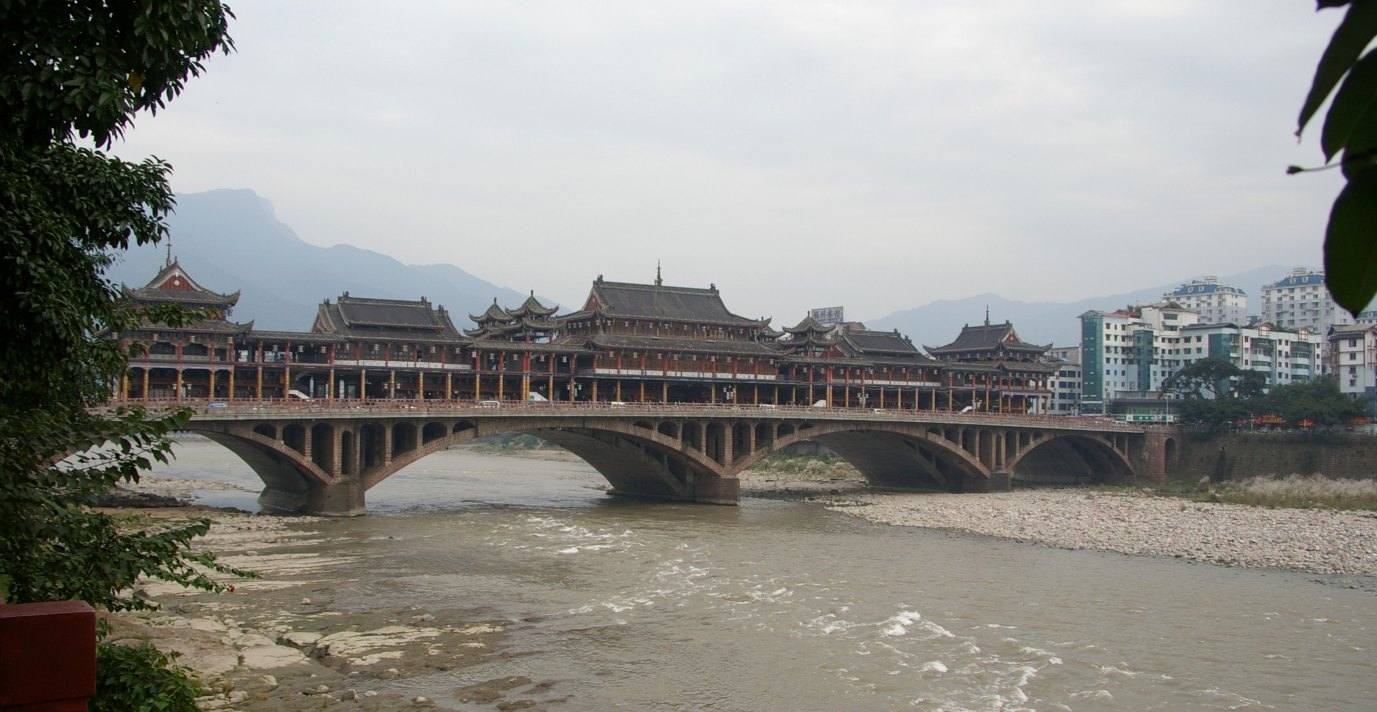
雅州廊桥，横跨青衣江
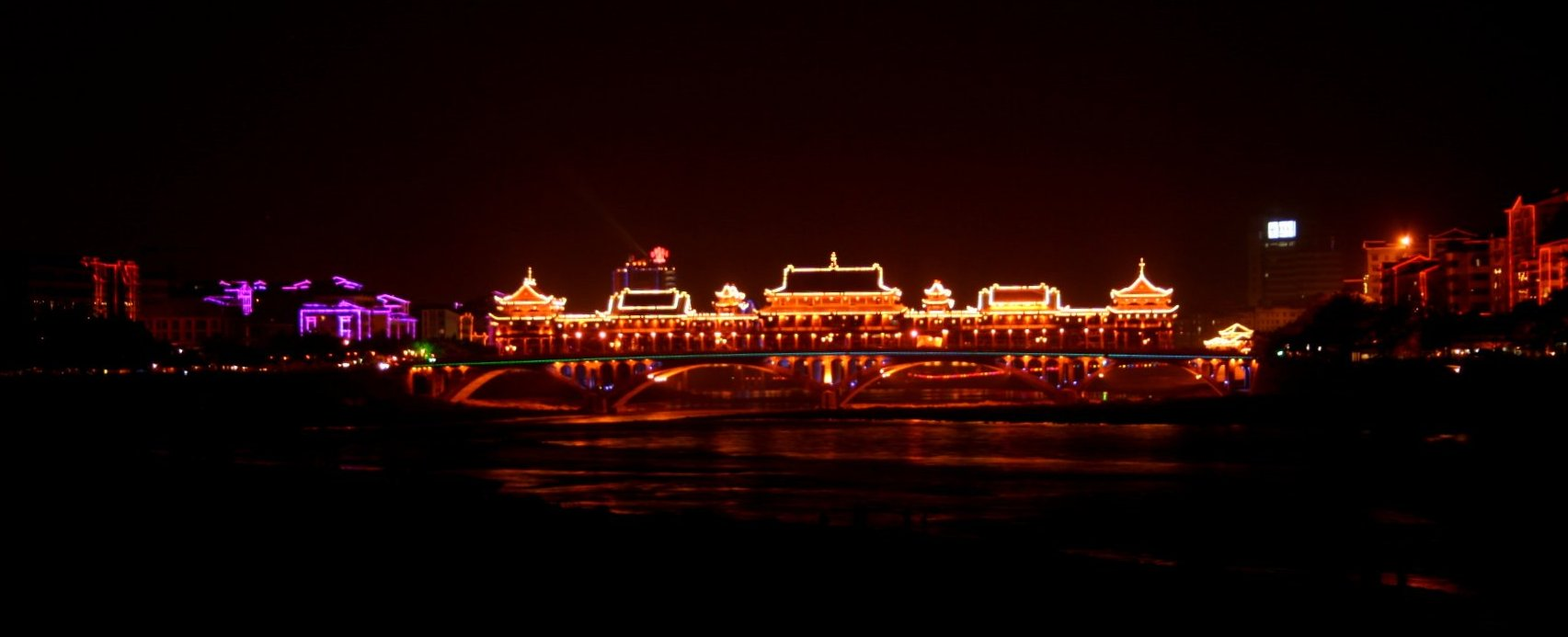
雅州廊桥，夜景
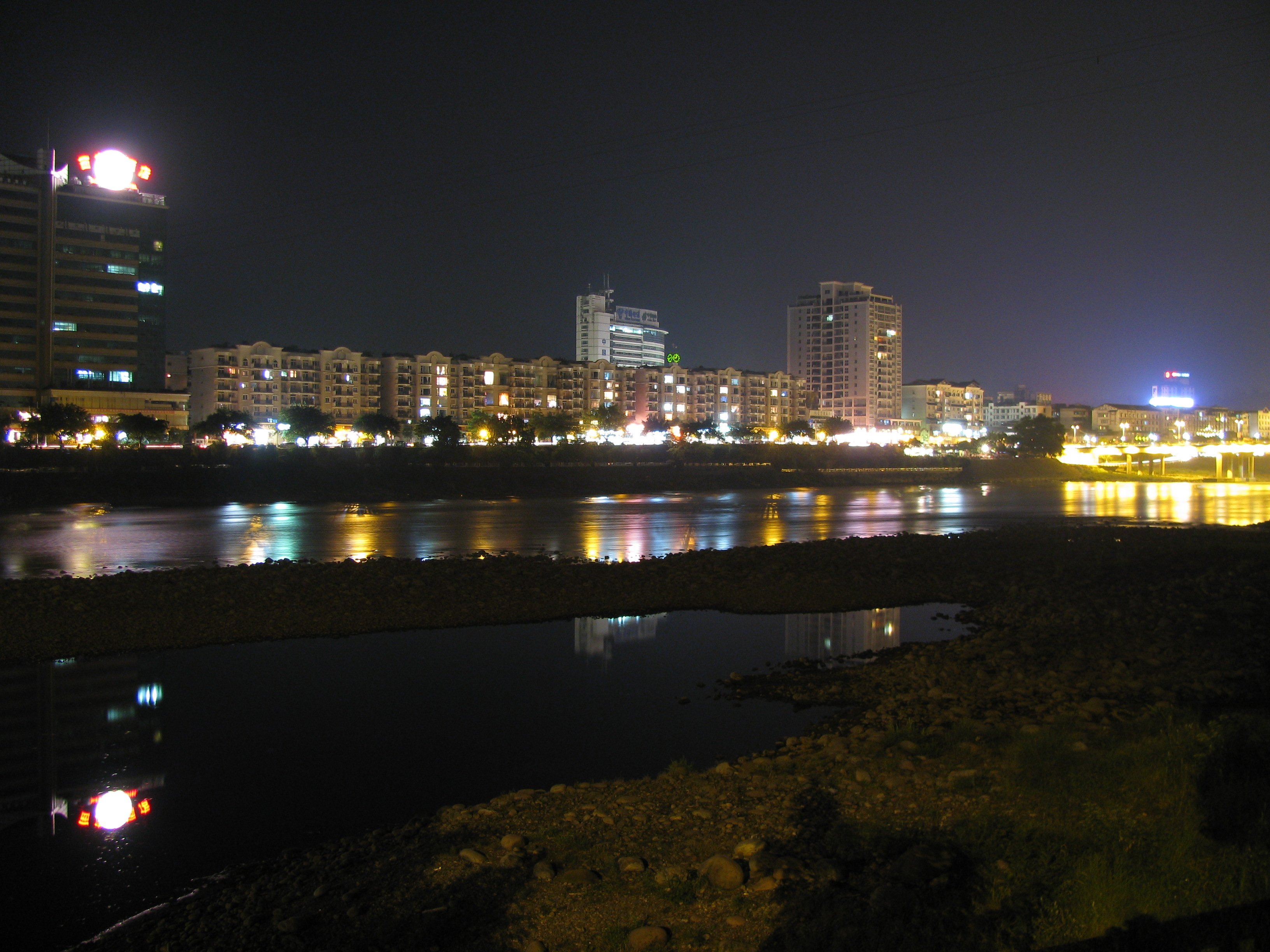
雨城区城东夜景（2008年）

## 文物保护单位
全国重点文物保护单位2.5处：高颐墓阙及石刻、雅安明德中学旧址、茶马古道-观音阁。
省级文物保护单位12处：石牌坊、白马泉及石刻、韩家大院、金凤寺、西康省气象观测台、柯培得旧居、西康省人委办公厅大楼旧址、西康省委党校旧址、雨城茶马古道、节孝总坊、陈家山石牌坊、杨家大院建筑群。

## 特产
蒙山茶、雨城猕猴桃、雅鱼：中国地理标志产品。